# Аборты в Науру
Аборты в Науру разрешены только в том случае, если они спасут жизнь женщины. В Науру, если аборт совершён по любой другой причине, нарушитель наказывается четырнадцатью годами тюремного заключения. Женщина, которая согласилась на аборт или сделала его сама, может быть лишена свободы на срок до семи лет.

## Услуги по абортам для беженцев и просителей убежища

### Африканская беженка S99
В 2016 году молодая африканская беженка в Науру, идентифицированная в суде только как «S99», была изнасилована, когда находилась в полубессознательном состоянии во время эпилептического припадка. S99 забеременела в результате изнасилования и попыталась сделать аборт, чтобы прервать беременность. Поскольку эта процедура незаконна в Науру, даже в случаях изнасилования, S99 запросила медицинские услуги в Австралии. Вместо этого австралийские власти отправили S99 в Папуа — Новую Гвинею, хотя аборты в Папуа — Новой Гвинее также являются незаконными, если только не установлено, что физическое или психическое здоровье матери находится под угрозой. S99 была обеспокоена правовыми последствиями и безопасностью абортов в Папуа — Новой Гвинее из-за осложнений, вызванных эпилепсией, поэтому она обратилась к своему адвокату с просьбой о переводе на австралийскую землю. В конечном итоге суд признал обязанность позаботиться о женщине и постановил разрешить ей сделать аборт.

### Предлагаемые законы об абортах
В ноябре 2016 года министр пограничной охраны Науру Дэвид Аданг представил законопроект, разрешающий услуги по абортам для беженцев и просителей убежища вместо отправки их в Папуа — Новую Гвинею или Австралию. Законопроект вызвал противодействие со стороны обеих основных групп депутатов парламента. Критики законопроекта называют одной из причин своего несогласия стойкую христианскую веру науруанской общины.